# Makoto Kakuda
Makoto Kakuda (角田 誠, Kakuda Makoto) est un footballeur japonais né le 10 juillet 1983. Il évolue au poste de défenseur reconverti entraîneur.

## Palmarès
- Champion de J-League 2 en 2001 avec le Kyoto Sanga
- Vainqueur de la Coupe du Japon en 2002 avec le Kyoto Sanga